# Xystopeplus honesta
Xystopeplus honesta är en fjärilsart som beskrevs av Walker 1858. Xystopeplus honesta ingår i släktet Xystopeplus och familjen nattflyn. Inga underarter finns listade i Catalogue of Life.